# Ammann Group
Ammann Group Holding AG (ΛMMΛNN) er en schweizisk producent af entreprenørmaskiner til byggeri og vejbyggeri. De har ca. 3.000 ansatte, og de omsætter årligt for ca. 1 mia. CHF.
Ammann har deres hovedkvarter i Bern.
Ammann blev etableret i 1869 af Jakob Ammann. Virksomheden udviklede en vejtromlemaskine i 1911.